# Kanton La Capelle
Kanton La Capelle (fr. Canton de La Capelle) byl francouzský kanton v departementu Aisne v regionu Pikardie. Tvořilo ho 18 obcí. Zrušen byl po reformě kantonů 2014.

## Obce kantonu
- Buironfosse
- La Capelle
- Chigny
- Clairfontaine
- Crupilly
- Englancourt
- Erloy
- Étréaupont
- La Flamengrie
- Fontenelle
- Froidestrées
- Gergny
- Lerzy
- Luzoir
- Papleux
- Rocquigny
- Sommeron
- Sorbais